# Ньясаленд
Нья́саленд (англ. Nyasaland) — британский протекторат на юго-востоке Африки. Протекторат номинально основан в 1907 году, когда основанный в 1889 году Британский протекторат Центральной Африки получил наименование Ньясаленд. В 1953 году протекторат вошёл в состав Федерации Родезии и Ньясаленда, но уже в 1963 году федерация была распущена.
9 мая 1963 года протекторат получил право самоуправления. 31 декабря 1963 года название протектората было изменено на «Малави» (англ. Malawi).
6 июля 1964 года протекторат получил независимость, став государством Малави.
Название протектората произошло от озера Ньяса.

## Управление
Для управления протекторатом с 1907 года назначался губернатор Ньясаленда (англ. Governor of Nyasaland), представлявший британского монарха. Он назначался короной и выступал в качестве главы государства, получая инструкции от британского правительства.
После получения 9 мая 1963 года протекторатом права самоуправления было сформировано первое и единственное правительство в протекторате Ньясаленд, по итогам выборов 1961 года в Национальное собрание, на которых победила Партия конгресса Малави, лидер которой стал премьер-министром Ньясаленда (англ. Prime Minister of Nyasaland).